# HNLMS Witte de With (1928)
Pour les autres navires du même nom, voir HNLMS Witte de With.
Le HNLMS Witte de With (en néerlandais : Hr.Ms. Witte de With), était un destroyer de classe Admiralen en service Marine royale néerlandaise pendant la Seconde Guerre mondiale.

## Historique

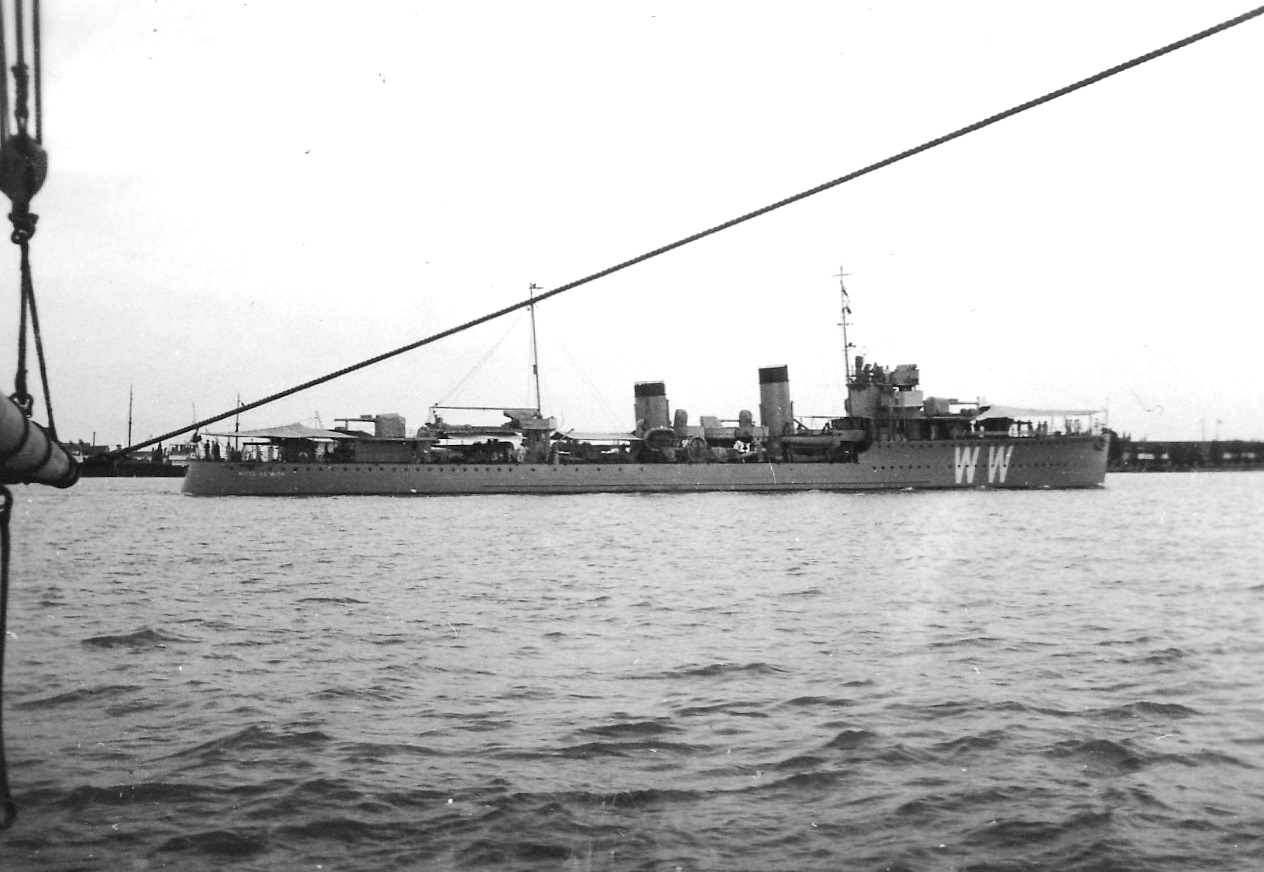
Le Witte de With sous un autre angle.

Sa quille est posée le 28 mai 1927 au chantier naval de Fijenoord à Rotterdam, il est lancé le 11 septembre 1928 et mis en service le 20 février 1930.
Le 16 novembre 1935, le Witte de With et son sister-ship HNLMS Van Galen et le croiseur HNLMS Sumatra effectuent une visite à Saïgon.
Le 23 août 1936, les navires Sumatra, Java, Van Galen, Witte de With et Piet Hein sont présents à la Fleet Week (en) de Surabaya. Après des entraînements en mer de Chine méridionale, les croiseurs de classe Java et les destroyers Evertsen, Witte de With et Piet Hein firent une visite de la flotte à Singapour le 13 novembre.
Le navire participe à la bataille de la mer de Java le 27 février 1942. Après la bataille, il escorte le croiseur lourd endommagé HMS Exeter vers Surabaya. Quelques jours plus tard, le Witte de With est attaqué et endommagé par des avions japonais avant d'être sabordé le lendemain.